# Готье, Каттер
Каттер Готье (англ. Cutter Gauthier; род. 19 января 2004, Шеллефтео, Вестерботтен) — американский хоккеист, нападающий клуба национальной хоккейной лиги «Анахайм Дакс» (с 2024 года). Игрок сборной США по хоккею с шайбой. Чемпион мира среди молодёжных команд 2024 года. Чемпион мира 2025 года.

## Биография
Готье родился 19 января 2004 года в шведском городе Шеллефтео. Сын бывшего канадского вратаря Шона Готье.

## Клубная карьера
Готье участвовал в Всеамериканских играх в 2022 году.
В свой первый сезон за хоккейную команду Бостонского колледжа стал лучшим бомбардиром «Иглз», забив 16 голов и отдав 21 результативную передачу, набрав 37 очков в 32 играх. Готье был включён в команду новичков и в третью команду всех звёзд Хоккейной Восточной конференции.
8 января 2024 года права на Готье, принадлежавшие «Филадельфии Флайерз» были переданы клубу «Анахайм Дакс» в обмен на Джейми Драйсдейла и право выбора во втором раунде драфта 2025 года.
14 апреля 2024 года Готье заключил трёхлетний контракт начального уровня с «Анахайм Дакс». Свой первый гол в НХЛ американец забил 15 ноября 2024 года в матче против «Детройт Ред Уингз», его команда победила со счётом 6-4. В сезоне 2024/2025 года Готье провёл 82 матча, забил 20 шайб и сделал 24 результативные передачи.

## Карьера в сборной
В декабре 2022 года был вызван в молодёжную сборную США для участия в чемпионате мира, на котором американцы стали бронзовыми призёрами. В активе Пинто 10 игр, 4 заброшенные шайбы и 6 результативные передачи. В 2024 году в составе молодёжной команды стал чемпионом мира. На том турнире забросил 2 шайбы и сделал 10 результативных передач.
В 2023 году приглашён в состав первой национальной сборной США для участия во взрослом чемпионате мира, который состоялся в Финляндии и Латвии. Его сборная заняла четвёртое место, а сам Готье в 10 сыгранных матчах забросил 7 шайб и выполнил 2 результативные передачи.
В 2025 году Готье вновь был включён в состав первой сборной для участия в чемпионате мира, который проходил в Швеции и Дании, на котором сборная США выиграла золото.